# Klimeschia vibratoriella
Klimeschia vibratoriella är en fjärilsart som beskrevs av Mann 1862. Klimeschia vibratoriella ingår i släktet Klimeschia och familjen skäckmalar. Inga underarter finns listade i Catalogue of Life.